# Mengkowo
Mengkowo is een bestuurslaag in het regentschap Kebumen van de provincie Midden-Java, Indonesië. Mengkowo telt 2070 inwoners (volkstelling 2010).